# تل ڤان لون
تل ڤان لون، هو جبل في مقاطعة جرين ، نيويورك. تقع في جبال كاتسكيل جنوب غرب مابليكريست . يقع التل المستديرغربًا، وتقع سلسلة جبال إلم في الشمال الشرقي الشمالي، وتقع سلسلة جبال شرق جيويت جنوب تل ڤان لون
تل ڤان فان عبارة عن أسطوانة تم تشكيلها في العصر الجليدي الأخير . تسميت بوحدة تكريما لـ باتيڤا كيل، مؤلف كتاب الدليل المحلي ورسام الخرائط .
في يوم المسارات الوطني في عام 1999، على 116 أكر (47 ها) تم افتتاح قطعة أرض مستجمعات المياه وتسمى بوحدة مابليكريست في بلدة ويندهام للمشي لمسافات طويلة من قبل إدارة حماية البيئة في مدينة نيويورك، مما يسمح برؤية المناظر دون عوائق  لرؤية المناظر من السيارة، فإن أقرب طريق إلى الشمال والشرق هو طريق مقاطعة 40. إلى الجنوب طريق شارع التلال الدائري، وإلى الغرب بعد التل المستدير يوجد طريق ولاية نيويورك 296. يمتد روافد ايست كيل على طول المنحدر الشمالي، ويقع اعصار لي الاستوائي الشرق في الجنوب. كانت المنطقة في مسار كل من إعصار إيرين واعصار لي الاستوائي، وفي عام 2012 خضعت وحدة مابليكريست لأعمال الترميم وتثبيت التدفق.

## روابط خارجية
- "Maplecrest Unit topographic map" (PDF). New York City Department of Environmental Protection (بالإنجليزية). 19 Aug 2019. Archived from the original (PDF) on 2020-02-21. Retrieved 2020-02-21.
- Van Loan, Walton (1892). "Van Loan's road map of the Catskills and vicinity: all of Greene County, most of Ulster and Delaware counties, and large portions of Albany, Schoharie, Otsego, and Sullivan counties". Harvard Library (بالإنجليزية). OCLC:751883589. Archived from the original on 2020-02-21. Retrieved 2020-02-21.